# Hippocratea volubilis
Hippocratea volubilis är en benvedsväxtart som beskrevs av Carolus Linnaeus. Hippocratea volubilis ingår i släktet Hippocratea och familjen Celastraceae. Inga underarter finns listade.